# Roses (kommun)
Roses är en kommun i grevskapet Alt Empordà som ligger i provinsen Girona i nordöstra Katalonien. 160 km norr om Barcelona och 600 km öster om Madrid. Antalet invånare är 19 896. Arean är 46 kvadratkilometer. Roses gränsar till Palau-saverdera, La Selva de Mar, El Port de la Selva, Cadaqués och Castelló d'Empúries. 
Terrängen i Roses är kuperad åt nordost, men västerut är den platt.